# Frank Lisciandro
Frank Lisciandro est un photographe, écrivain et journaliste américain, né et élevé à Brooklyn (New York).
Frank Lisciandro a été ami de Jim Morrison, chanteur du groupe The Doors. C'est à l'Université de Californie à Los Angeles (UCLA) qu'il rencontra Morrison, ainsi que Ray Manzarek. 
Frank Lisciandro a écrit des articles dans Rock & Folk, Rolling Stone et Morrison: A Feast of Friends (Warner Books, 1991). Il fut le coproducteur en 1969 de HWY: An American Pastoral, CD comportant des textes lus par Jim Morrison, mis en musique par les Doors après la mort de Morrison.

## Éducation
- Michigan State University - Journalisme
- Université de Californie à Los Angeles (UCLA) BA - Théâtre des Arts
- MFA-Motion Pictures / écriture de l'écran
- Pendant son séjour à l'UCLA il a étudié la photographie d'art avec le célèbre photographe américain Robert Heineken.

## Expositions personnelles
- Musée d'Art Rock 1982
- FNAC (exposition itinérante en France 1993 & 1994)
- Galerie d'images photographiques, Portland, Oregon 2004
- Galerie Harwood, Montréal Canada 2004
- Galleria Arteutopia Milan, Italie 2007
- il Castello Marchionale, Este, Italie 2008
- "Mississippi al Po» Festival, Piacenza, Italie 2011
- Trasimeno Blues Festival, Ombrie, Italie 2012

## Expositions collectives
- Proud Gallery, Londres (2011)
- Russeck Gallery, New York (2011)
- Giustina Gallery, exposition d'art culturel, (Oregon State University) (2011)
- Linfield Art Gallery, Juillet 2012

## Livres
- Morrison: A Feast of Friends (Warner Books)
- Jim Morrison: Diario Fotografico (Giunti, Italie)
- Jim Morrison, an hour for magic, photographs, text and design by Frank Lisciandro, G.P. Putnam’s Sons, 1982.
- The American Night: The Writings of Jim Morrison, photographs by Frank Lisciandro, Vintage, 1991

## Films
(En tant que réalisateur / producteur / écrivain)
- Siamo Fuori (1998)
- Una Favola Vera (2000)
- The Sugar Film
- The Target Zone
- One of the Family
- Upfront
- El Carro Nuevo
- Under the Influence

## Publications
- Rock and Folk (France 2012)
- Rolling Stone (France 2012)
- Republica XL (2011)
- NME (2011)
- La Republica (2011)
- Uncut (2011)
- L'Unita (2011)
- Mojo (2010)

## Audio
- An American Prayer (coproducteur 1979)